# 20468 Petercook
20468 Petercook este un asteroid din centura principală de asteroizi.

## Descriere
20468 Petercook este un asteroid din centura principală de asteroizi. A fost descoperit pe 13 iulie 1999 la Reedy Creek de John Broughton. Asteroidul prezintă o orbită caracterizată de o semiaxă mare de 3,18 ua, o excentricitate de 0,24 și o înclinație de 2,0° în raport cu ecliptica.